# Corispermum americanum
Corispermum americanum är en amarantväxtart som först beskrevs av Thomas Nuttall, och fick sitt nu gällande namn av Thomas Nuttall. Corispermum americanum ingår i släktet lusfrön, och familjen amarantväxter. Inga underarter finns listade i Catalogue of Life.